# 1. ŽNL Krapinsko-zagorska 1998./99.
Ovaj članak je podtema članka: 4. rang HNL-a 1998./99.

1. ŽNL Krapinsko-zagorska u sezoni 1998./99. je predstavljala ligu prvog stupnja županijske lige u Krapinsko-zagorskoj županiji, te ligu četvrtog stupnja hrvatskog nogometnog prvenstva. 
 
Sudjelovalo je 14 klubova, a ligu je osvojio "Oštrc" iz Zlatara. 

## Ljestvica
| mj. | klub                          | ut. | pob. | ner. | por. | gol+ | gol- | bod |
| --- | ----------------------------- | --- | ---- | ---- | ---- | ---- | ---- | --- |
| 1.  | Oštrc Zlatar                  | 26  | 23   | 2    | 1    | 66   | 13   | 71  |
| 2.  | Stubica 1926 (Donja Stubica)  | 26  | 20   | 3    | 3    | 73   | 23   | 63  |
| 3.  | Pregrada                      | 26  | 14   | 3    | 9    | 59   | 37   | 45  |
| 4.  | Radoboj                       | 26  | 12   | 6    | 8    | 59   | 42   | 39  |
| 5.  | Oroslavje                     | 26  | 12   | 2    | 12   | 47   | 45   | 38  |
| 6.  | Jedinstvo Sveti Križ Začretje | 26  | 9    | 7    | 10   | 38   | 45   | 34  |
| 7.  | Straža Hum na Sutli           | 26  | 9    | 6    | 11   | 44   | 42   | 33  |
| 8.  | Ivančica Zlatar Bistrica      | 26  | 10   | 3    | 13   | 38   | 59   | 33  |
| 9.  | Rudar Dubrava Zabočka         | 26  | 9    | 3    | 14   | 39   | 61   | 31  |
| 10. | Predionica Klanjec            | 26  | 9    | 2    | 15   | 45   | 53   | 30  |
| 11. | Rudar Mihovljan               | 26  | 8    | 5    | 13   | 31   | 44   | 29  |
| 12. | INKOP Poznanovec              | 26  | 8    | 5    | 13   | 41   | 62   | 29  |
| 13. | Vatrogasac Brezova            | 26  | 8    | 4    | 14   | 37   | 57   | 28  |
| 14. | Zagorka Bedekovčina           | 26  | 3    | 5    | 18   | 28   | 62   | 14  |

## Rezultatska križaljka
| kratica | klub                          | INK | IVA | JED | ORO | OŠT | PRED | PREG | RAD | RUDDZ | RUDM | STR | STU | VAT | ZAG |
| --- | ----------------------------- | --- | --- | --- | --- | --- | ---- | ---- | --- | ----- | ---- | --- | --- | --- | --- |
| INK | INKOP Poznanovec              |     |     |     |     |     |      |      |     |       |      |     |     |     |     |
| IVA | Ivančica Zlatar Bistrica      |     |     |     |     |     |      |      |     |       |      |     |     |     |     |
| JED | Jedinstvo Sveti Križ Začretje |     |     |     |     |     |      |      |     |       |      |     |     |     |     |
| ORO | Oroslavje                     |     |     |     |     |     |      |      |     |       |      |     |     |     |     |
| OŠT | Oštrc Zlatar                  |     |     |     |     |     |      |      |     |       |      |     |     |     |     |
| PRED | Predionica Klanjec            |     |     |     |     |     |      |      |     |       |      |     |     |     |     |
| PREG | Pregrada                      |     |     |     |     |     |      |      |     |       |      |     |     |     |     |
| RAD | Radoboj                       |     |     |     |     |     |      |      |     |       |      |     |     |     |     |
| RUDDZ | Rudar Dubrava Zabočka         |     |     |     |     |     |      |      |     |       |      |     |     |     |     |
| RUDM | Rudar Mihovljan               |     |     |     |     |     |      |      |     |       |      |     |     |     |     |
| STR | Straža Hum na Sutli           |     |     |     |     |     |      |      |     |       |      |     |     |     |     |
| STU | Stubica 1926 (Donja Stubica)  |     |     |     |     |     |      |      |     |       |      |     |     |     |     |
| VAT | Vatrogasac Brezova            |     |     |     |     |     |      |      |     |       |      |     |     |     |     |
| ZAG | Zagorka Bedekovčina           |     |     |     |     |     |      |      |     |       |      |     |     |     |     |
| |                               |     |     |     |     |     |      |      |     |       |      |     |     |     |     |
| podebljan rezultat - utakmice od 1. do 13. kola (1. utakmica između klubova) rezultat normalne debljine - utakmice od 14. do 26. kola (2. utakmica između klubova) rezultat nakošen - nije vidljiv redoslijed odigravanja međusobnih utakmica iz dostupnih izvora rezultat smanjen * - iz dostupnih izvora nije uočljiv domaćin susreta prekrižen rezultat - poništena ili brisana utakmica p - utakmica prekinuta 3:0 p.f. / 0:3 p.f. - rezultat 3:0 bez borbe n.i. - nije igrano |                               |     |     |     |     |     |      |      |     |       |      |     |     |     |     |

 Izvori: 

## Vanjske poveznice
- nskzz.hr, Nogometni savez Krapinsko-zagorske županije